# Insurgência no sul do Iêmen
A Insurgência no Sul do Iêmen é um termo usado pelo governo iemenita para descrever os protestos e ataques contra as forças do governo no sul do Iêmen, em curso desde 27 de abril de 2009, no dia da independência da parte sul do país. Embora a violência tenha sido atribuída a elementos do movimento separatista do sul, os líderes do grupo alegam que os seus objetivos de independência devem ser alcançados através de meios pacíficos, e afirmam que os ataques são de cidadãos comuns em resposta às ações provocativas do governo. A insurgência ocorre em meio aos violentos confrontos com insurgentes xiitas no norte do país. Os líderes do sul conduziram uma breve secessão sem êxito em 1994, na sequência da unificação. Muitos dos quais estão envolvidos no atual movimento de secessão. Os insurgentes separatistas do sul são ativos principalmente na área do antigo Iêmen do Sul, mas também no governatorato de Ad Dali', o qual não foi parte do estado sulista independente.

## Antecedentes
Em 1990, o Iêmen do Norte e o Iêmen do Sul foram unidos em um só país, mas, em 1994, as unidades do exército do Iêmen do Sul organizaram uma revolta armada contra o que consideravam um Estado dominado pelo compadrio corrupto do ditador iemenita Ali Abdullah Saleh do Norte. A revolta no entanto fracassou uma vez que Saleh recrutou forças salafistas e jihadistas para lutar contra as forças sulistas do Partido Socialista Iemenita. No entanto, depois de 15 anos, em 2009, o proeminente líder islamista sulista Tariq al-Fadhli, que combateu para os mujahideen na guerra soviética no Afeganistão, rompeu sua aliança com o presidente Saleh se unindo ao movimento separatista do sul. Isso deu uma nova energia ao movimento, no qual al-Fadhli se tornou uma figura de destaque. No mesmo mês, em 28 de abril, uma revolta começou no sul, com grandes manifestações na maioria das grandes cidades. 

## Insurgentes
O movimento político por trás da chamada "revolta" é um grupo chamado Movimento do Sul do Iêmen. Liderados por líderes exilados sul-iemenitas e figuras da oposição, o grupo pede protestos pacíficos. No entanto, os seus protestos muitas vezes se transformaram em tumultos, alguns com combatentes armados. A insurgência tem sido ocasionalmente ligada pelo governo iemenita a grupos islâmicos, incluindo ex-comandantes militares e de tribos sul-iemenitas. O Iêmen do Sul é o lar de vários movimentos jihadistas, alguns dos quais acredita-se serem ligados à Al-Qaeda, principalmente um grupo chamado Exército Islâmico de Áden-Abyan. Nasir al-Wuhayshi, o líder da Al-Qaeda na Península Arábica, manifestou o seu apoio ao movimento separatista do Sul do Iêmen. No entanto, os líderes do Movimento do Sul do Iêmen foram rápidos em negar qualquer ligação com a Al-Qaeda.  Muitos acreditam que o governo Saleh utilizou a al-Qaeda como um meio para ganhar o apoio internacional contra as insurgências no norte e no sul. Em resposta a tais acusações, Tariq al-Fadhli - um dos líderes do movimento do sul - postou um vídeo de si próprio no Youtube, levantando a bandeira americana com o hino nacional sobre seu complexo em uma tentativa de distanciar-se abertamente da Al-Qaeda.
Existem muitos líderes dentro do movimento, incluindo Fadi Hassan Ahmed Baoum que é chefe do Conselho Supremo do Movimento do Iêmen do Sul. Ele foi detido e liberado mais tarde pelas autoridades iemenitas. Enquanto isso, foi revelado que Tahir Tamah poderia estar por trás da facção militante do grupo.